# Freddie Mac
Federal Home Loan Mortgage Corporation (FHLMC), более известное как Freddie Mac — одно из крупнейших американских ипотечных агентств. Штаб-квартира расположена в городе в Маклейн (штат Виргиния, пригород Вашингтона).

## История
C 1938 по 1968 годы вторичный рынок ипотечных займов был монополизирован государственной компанией Fannie Mae. В 1968 году в целях помощи федеральному бюджету Fannie Mae была преобразована в публичную компанию. Чтобы создать конкуренцию на вторичном рынке ипотечных займов, в 1970 году Конгрессом США была организована ещё одна компания, Federal Home Loan Mortgage Corporation (Freddie Mac, «Федеральная корпорация ипотечного кредитования»). Стартовый капитал был получен размещением акций на 100 млн долларов среди 20 ипотечных банков. Принципы работы двух компаний различались: если Fannie Mae сама управляла своим портфолио ипотечных кредитов, то Freddie Mac собирала купленные кредиты в пулы и продавала обеспеченные ими ипотечные ценные бумаги инвесторам (с 1980-х годов Fannie Mae также перешла на такую модель). По состоянию на 1980 год половина от 133,8 млрд долларов ипотечных кредитов в США продавалась операторам вторичного ипотечного рынка, таким как Fannie Mae и Freddie Mac. Эти две компании доминировали на рынке вторичной ипотеки, поскольку пользовались поддержкой Министерства финансов США. В 1989 году акции Freddie Mac были размещены на Нью-Йоркской фондовой бирже.
С началом ипотечного кризиса у Freddie Mac начались большие проблемы, её акции с начала 2008 года по середину июля того же года потеряли свыше 80 % стоимости.
На начало 2008 года в облигации трёх американских ипотечных агентств — Fannie Mae, Freddie Mac и Federal Home Loan Banks — была вложена почти четверть золотовалютных резервов Банка России, или 2,48 трлн руб. ($100,8 млрд). К середине 2008 года объём этих вложений был сокращён вдвое, причём в портфеле остались бумаги только Fannie Mae и Freddie Mac. За 1 полугодие 2008 года падение стоимости данных ценных бумаг составило 0,5-1 %, в то же время ставка купонного дохода по ним находилась на уровне 3,5 %.
7 сентября 2008 года крупнейшие американские ипотечные агентства Fannie Mae и Freddie Mac были взяты под контроль государственного Федерального агентства по жилищному финансированию (FHFA). Генеральные директора агентств были отправлены в отставку.
22 апреля 2009 года покончил жизнь самоубийством исполняющий обязанности финансового директора Freddie Mac 41-летний Дэвид Келлерман, находившийся в эпицентре «бонусного скандала»: топ-менеджеры крупнейших правительственных компаний, получавших вливания от правительства США, выплачивали себе огромные бонусы по итогам убыточного 2008 года. В частности, Келлерман получил бонус в размере $800 тыс..

## Собственники и руководство
Акции компании котируются на внебиржевом рынке OTC Markets Group.
- Сара Мэтью (Sara Mathew, род. в 1962 году в Индии) — независимый председатель совета директоров с 2019 года, член совета с 2013 года. Ранее возглавляла Dun & Bradstreet[11].
- Майкл Хатчинс (Mike Hutchins) — президент[12].
- Майкл ДеВито (Michael DeVito) — главный исполнительный директор.

## Деятельность
Freddie Mac занимается поддержкой вторичного рынка ипотеки, скупая ипотечные кредиты у банков, консолидируя их в пулы и выпуская под их обеспечение ипотечные ценные бумаги, продаваемые на открытом рынке. Таким образом обеспечивается финансирование для выдачи новых кредитов.
Ипотечный портфель Freddie Mac по состоянию на конец 2022 года составлял $3,415 трлн, из них $2,986 трлн пришлось на кредиты на односемейные дома (не более 4 жилых помещений), $429 млрд — на многосемейные. По ипотечным кредитам на односемейные дома компания занимает второе песто после Fannie Mae, с долей 23 % (3 трлн из 13 трлн долларов); по многосемейным домам доля на рынке 21 % (429 млрд из 2 трлн долларов). Ставка по кредитам в среднем за 2022 год составляла 2,67 %, таким образом процентный доход составил 83,5 млрд долларов; процентный расход приходился на выпущенные ипотечные ценные бумаги на сумму 3,1 трлн долларов со средней доходностью 2,12 %; таким образом чистый процентный доход — 18,0 млрд долларов.
В списке крупнейших публичных компаний в мире Forbes Global 2000 за 2022 год Freddie Mac заняла 363-е место. В списке крупнейших компаний США по размеру выручки Fortune 500 заняла 56-е место.
|                     | 2008   | 2009   | 2010   | 2011   | 2012  | 2013  | 2014  | 2015  | 2016  | 2017   | 2018  | 2019  | 2020  | 2021  | 2022  |
| ------------------- | ------ | ------ | ------ | ------ | ----- | ----- | ----- | ----- | ----- | ------ | ----- | ----- | ----- | ----- | ----- |
| Выручка             | 41,48  | 40,35  | 110,0  | 99,14  | 84,72 | 72,70 | 69,48 | 67,09 | 65,67 | 74,68  | 73,60 | 75,13 | 65,81 | 64,27 | 85,43 |
| Чистая прибыль      | -50,12 | -21,55 | -14,03 | -5,266 | 10,98 | 48,67 | 7,690 | 6,376 | 7,815 | 5,625  | 9,235 | 7,214 | 7,326 | 12,11 | 9,327 |
| Активы              | 851,0  | 841,8  | 2262   | 2147   | 1990  | 1966  | 1946  | 1986  | 2023  | 2050   | 2063  | 2204  | 2627  | 3026  | 3208  |
| Собственный капитал | -30,63 | 4,327  | -0,401 | -0,146 | 8,827 | 12,84 | 2,651 | 2,940 | 5,075 | -0,312 | 4,477 | 9,122 | 16,41 | 28,03 | 37,02 |